# Majado de verde
El majado de verde es un plato típico de la costa de Ecuador, de origen montuvio de las zonas bananeras. En su forma básica es el plátano verde cocinado, aplastado (de ahí el nombre de majado) y dependiendo de la provincia, se compaña con chicharrón y bistec (Guayaquil), con salsa de maní en Manabí, en Zaruma, provincia de El Oro existe una plato nativo llamado Tigrillo, que es más elaborado y que podría ser el plato "padre" del majado de verde. 

## Receta[3]

### Ingredientes
- 100  gr plátanos verdes ( 3 unid. grandes)
- 100 gr cebolla blanca (finamente picada)
- 10 gr aceite de achiote
- 40 gr mantequilla
- 5 gr menjurje
- 100 gr crema de leche (secreto manaba)
- 100 gr queso crema (secreto manaba)
- 200 gr queso fresco (rallado)
- 4 huevos
- 20 gr sal prieta
- sal al gusto

### Preparación
En una olla colocamos agua con un chorrito de aceite de achiote, sal y dejamos que hierva en ese momento introducimos los plátanos verde lavados y cortados con piel en la mitad, se saldrá la piel sola y brindará mejor sabor y color al plátano verde, cocinamos hasta que se encuentren suaves retirando la piel del verde que se salen solas.
Retiramos del fuego e inmediatamente procedemos a majar con la ayuda de tenedor y reservamos.
En un sartén colocamos el aceite de achiote con la mantequilla y sofreímos la cebolla blanca y el menjurje,  seguido del verde majado hasta que tome un color dorado añadimos el queso fresco, la crema de leche, el queso crema, la sal prieta y rectificamos con sal al gusto, finalmente el cilantro picado, mezclamos muy bien y servimos en porciones iguales.
En un sartén procedemos a hacer los huevos revueltos, inmediatamente servimos el majado de verde con una porción de huevo, salchichas rancheras y un delicioso café negro.